# Maserati Tipo V8RI
La Maserati Tipo V8RI (pour « V8 ruote indipendenti » ou « roues indépendantes ») est une automobile sportive développée en 1936 par le constructeur automobile italien Maserati et destinée à courir en Formule 750 kg. 
Le projet visant à produire un châssis dotée d'une suspension à roues indépendantes comme les Mercedes-Benz W25 et Auto Union Type B, se révèle trop complexe et les moyens limités du constructeur conduisent à son arrêt après quatre unités produites. 
La V8RI ne remporte qu'une seule victoire, le Grand Prix de Pau 1936, aux mains de Philippe Étancelin.